# Seismisk risiko
Det er som udgangspunkt ikke muligt at forudse jordskælv, men man kan på baggrund af historiske data fra en region lave et estimat for den seismiske risiko. Alvorligheden af en seismisk aktivitet, afhænger dels af epicentrets beliggenhed, dels af de geologiske omgivelser og dels af andre geografiske faktorer som floder, bjerge og nærhed til havet.
Risikoen for jordskælv varierer enormt afhængig af hvor i verden man er. Hvis man er tæt på sammenstødet af tektoniske plader stiger risikoen voldsomt i forhold til hvis man befinder sig i mere fredelige egne af jorden.
At forudse jordskælv er vigtigt i moderne samfund, da jordskælv potentielt kan koste mange menneskeliv, samtidig med at de økonomiske følger af de materielle skader kan være endog ganske betydelige.
En seismisk risikovurdering kan derfor være vigtig for, hvor det vil være hensigtsmæssigt at placere central infrastruktur, herunder i forbindelse med placeringen af kernekraftværker.

## Frankrig
I Frankrig har man udviklet et system, der inddeler landet i 5 seismiske risikozoner:
| Risikozone | Seismisk risiko |
| ---------- | --------------- |
| 1          | Meget lille     |
| 2          | Lille           |
| 3          | Moderat         |
| 4          | Middel          |
| 5          | Stor            |

## Italien
I Italien inddeler man landet i 4 seismiske risikozoner:
| Risikozone | Seismisk risiko |
| ---------- | --------------- |
| 1          | Meget forhøjet  |
| 2          | Forhøjet        |
| 3          | Moderat         |
| 4          | Mindre          |